# Aquarius (EP)
Aquarius es un EP del grupo británico música electrónica Boards of Canada, lanzado en 1998.
Fue lanzado antes del lanzamiento del álbum Music Has the Right to Children. El 5 de enero de 1998 fue lanzado oficialmente y exclusivamente en Vinilo.

## Lista de canciones
1. «Aquarius» - 5:59
2. «Chinook» - 7:13

## Créditos
- Mike Sandison y Marcus Eoin: músico, productor